# Сатта, Джессика
Джессика Линн Сатта (англ. Jessica Lynn Sutta, род. 15 мая 1982) — американская певица, танцовщица, актриса и автор песен, фотомодель. Получила известность выступая в поп-группе Pussycat Dolls. В январе 2010 года покинула группу, чтобы начать сольную карьеру. Её дебютный сингл «Show Me» достиг первой строчки в Billboard Hot Dance в США. В настоящее время заканчивает работу над своим дебютным альбомом Feline Ressurection, который ожидается в 2014 году, но настоящее время пока не имеет дату релиза.

## Жизнь и карьера

### 1982—2003: Ранние годы
Джессика Сатта родилась в Майями, штат Флорида. Её мать ирландка, католичка, а отец еврей (русского и польского происхождения). У неё также есть два старших брата Билли и Кевин. Она начала посещать танцевальные классы в возрасте трёх лет. Была студенткой Miami City Ballet. В 1999 году присоединилась к группе поддержки НБА Miami Heat, и в 2001 стала их капитаном.
Сатта сыграла женщину подвергшуюся насилию со стороны мужа в клипе Анны Джонсон «Don't Cry for Pain». Также появилась как танцовщица в клипах Уилла Смита «Miami», Baby Bash «Suga Suga», Крейга Дэвида «Spanish» и Глории Эстефан «Don't Let This Moment End».
Как актриса она приняла участие в мыльной опере, известной как Ocean Ave, наряду с Меган Фокс, где она сыграла готического подростка Джоди Старр. Также у неё была короткая роль в фильме Плохие парни 2.

### 2003—2010: The Pussycat Dolls и начало сольной карьеры
В 2003 году переехала в Лос-Анджелес и спустя три месяца записалась на прослушивание для PSA, где привлекла внимание хореографа Робин Антин, которая позвала её в The Pussycat Dolls.
Сатта приняла участие в записи песен «Stickwitu» и «Santa Baby» вместе с Эшли Робертс и Кармит Бачар. После ухода из группы Кармит Бачар, Джессика начала исполнять все её вокальные партии. Она также записала свою сольную песню для второго альбома Doll Domination «If I Was a Man». Песня была спродюсирована Смиди, Роном Фэйром и Стефани Ридель.
Во время перерыва The Pussycat Dolls в 2007 году, Сатта приняла участие в записи двух треков: «Make It Last» и «White Lies». Обе композиции были достаточно успешны в Европе и попали в тройку Hot Dance Club Play. «White Lies» также достигла номера один в Billboard Hot Dance и продержалась там четыре недели.
29 января 2010 года, Сатта была уволена из The Pussycat Dolls. Она рассказала, что во время тура она сломала ребро, и руководство группы не обеспечило её траты на лечение, фактически Джессика осталась почти «без крова», и была вынуждена ночевать у друзей на диване. MTV News Сатта рассказала: «Они действительно поддерживали меня. Это было важное решение, но это было и лучшее решение». Также она поделилась: «Я всегда была в тени Николь, это стало шансом для меня, чтобы выйти из этой тени».

### 2010-настоящее время: Сольная карьера и Sutta Pop
19 сентября 2010, она выпустила свой первый сольный сингл «I Wanna Be Bad». 24 сентября 2010 года она исполнила эту песню в баре West Hollywood Gay. 18 октября 2010 года, вышел клип, режиссёром которого стал Фрэнк Е. Фловерс, премьера состоялась на Radar Online. 3 марта 2011 года, вышел трек под названием «Pin-Up Girl», над треком она работала с диджеем Эриком Морилло. 27 марта 2011 года, Сатта выступила на фестивале Ultra Music Festival наряду с Oxley и Морилло.
3 июня 2011, она объявила через твиттер, что подписала контракт с Hollywood Records. И первый официальный сингл «Show Me» был выпущен 9 августа 2011. Премьера видео состоялась в субботу, 6 августа на ABC Family. После этого песня стала доступна в цифровом виде, и стала номером один в Hot Dance Club в США.
В 2011—2012 она начала работу над своим сольным альбомом Sutta Pop, который так и не вышел. 5 августа 2012, Сатта объявила, что планирует выпустить вторым синглом песню «Make It Loud». Тем не менее сингл так и не был выпущен. 6 октября 2012, Сатта объявила, что она больше не работает с RedOne и покинула Hollywood Records. 13 декабря 2012 выяснилось, что Сатта решила перенести дату релиза своей новой музыки на 2013 год. В феврале 2013, она объявила о выходе своего нового сингла «Again». Он был выпущен 26 марта через Citrusonic Stereophonic. «Again» заняла 14 место в Hot Dance Club Songs в США. Третий промосингл «Lights Out» был выпущен через Citrusonic Stereophonic, 20 августа, к синглу было снято яркое лирик видео.
В настоящее время Джессика сменила лейбл, и почти закончила работу над новым альбомом Feline Ressurection, который ожидается в 2014 году, но точную дату релиза не имеет. 24 июля 2014 вышло превью первого сингла «Let It Be Love».

## Личная жизнь
В 2016 году Сатта начала встречаться с барабанщиком Майки Маркуартом. В декабре 2018 года пара обручилась. 14 сентября 2019 года пара поженилась. 25 мая 2021 года у супругов родился сын Майкл Джесси «Эм Джей» Маркуарт.

## Фильмография
| Год       |   | Русское название    | Оригинальное название | Роль                |
| --------- | - | ------------------- | --------------------- | ------------------- |
| 2001      | ф | Садист              | Bully                 | блондинка           |
| 2003      | ф | От Джастина к Келли | From Justin to Kelly  | девушка с браслетом |
| 2002—2003 | с | —                   | Ocean Ave.            | Джоди Старр         |